# Jerusalem-Syndrom

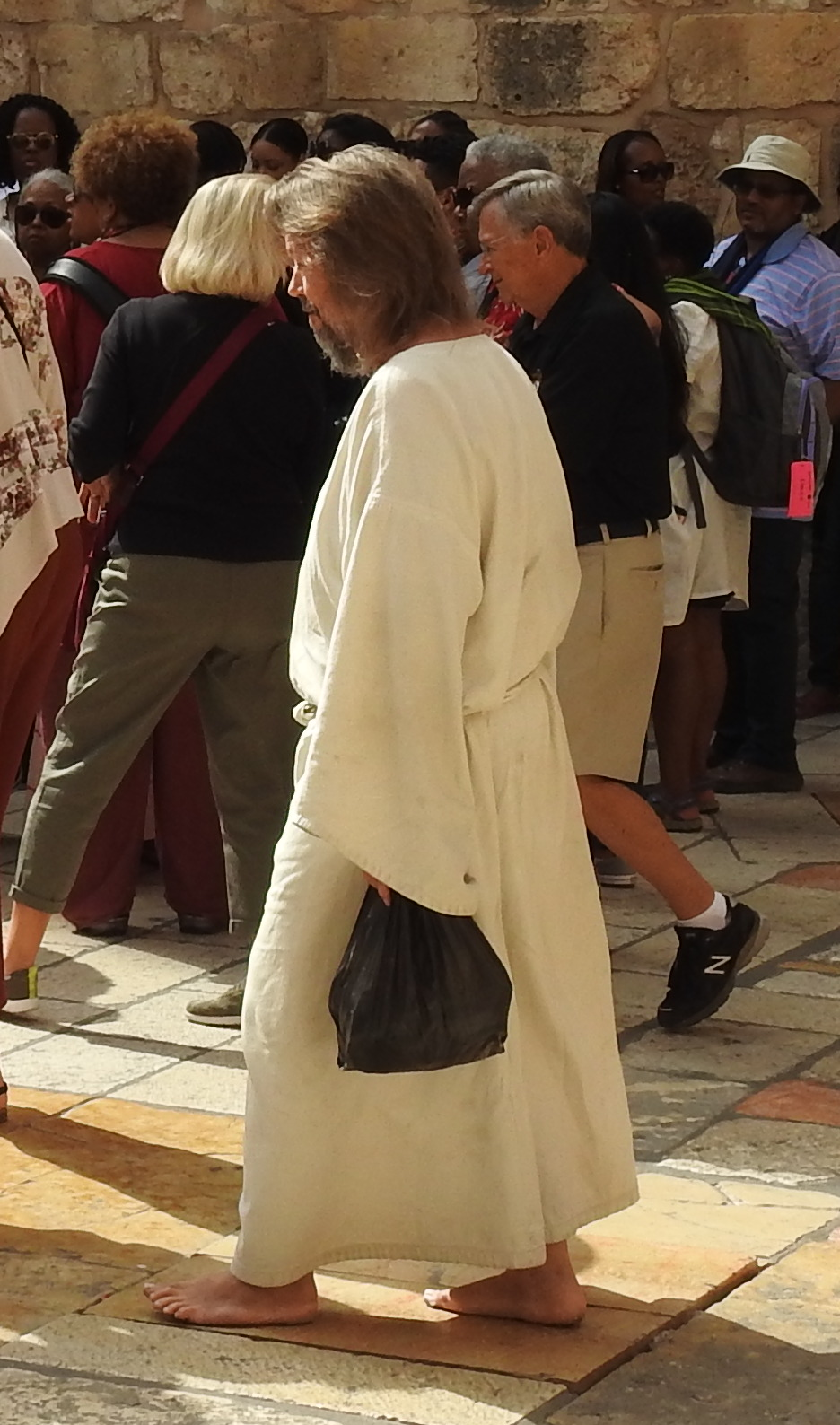
Ein Mann in Jerusalem mit auffälliger Kleidung, der möglicherweise vom Jerusalem-Syndrom betroffen ist

Das Jerusalem-Syndrom bezeichnet eine psychische Störung, von der jährlich etwa 100 Besucher der Stadt Jerusalem betroffen sind. Dabei handelt es sich nicht um eine anerkannte Diagnose. Die Symptome fallen im internationalen Diagnoseschlüssel unter „Akute und vorübergehende psychotische Störung“.

## Merkmale
Die Erkrankung hat den Charakter einer Psychose und äußert sich unter anderem in religiösen Wahnvorstellungen: Die Betroffenen identifizieren sich z. B. in einigen Fällen mit einer heiligen Person aus dem Alten oder Neuen Testament und geben sich als diese aus.
Sehr bekannte biblische Figuren werden besonders häufig zum Objekt einer solchen Identifizierung, wie Mose und König David aus dem Alten oder Paulus und Johannes der Täufer aus dem Neuen Testament. Grundsätzlich wählen Männer männliche biblische Figuren und Frauen weibliche; Juden häufig Figuren aus dem Alten Testament, Christen solche aus dem Neuen.
Die Identifizierung als biblische Person geht einher mit einer entsprechenden Selbstdarstellung und wird oft begleitet von öffentlichen Predigten oder Gebeten des Erkrankten. Auch hüllen sie sich oft in weite Gewänder oder Bettlaken, um die Kleidung der damaligen Zeit nachzuahmen.

## Bezeichnung und Verlauf
Der Jerusalemer Psychiater Heinz Herman diagnostizierte in den 1930er Jahren als Erster das Phänomen, damals noch unter dem Namen Jerusalem-Fieber.
Die Bezeichnung Jerusalem-Syndrom stammt vom israelischen Arzt Yair Bar El, der 1993 Jahre dieses Krankheitsbild beschrieb und über 400 Betroffene in der psychiatrischen Klinik Kfar Shaul behandelt hat. Bar El beschrieb drei Krankheitsverläufe: Die erste Gruppe von Betroffenen sind Patienten, die ein latentes psychotisches Leiden haben, das unter dem Eindruck der Pilgerreise akut wird. In der zweiten Gruppe reagieren Gläubige auf paradoxe Weise auf das reale Jerusalem, entweder verfallen sie aus Enttäuschung in eine Depression, oder sie erleben einen mystischen Realitätsverlust. Eine dritte Gruppe, so Bar El, weist keine vorgängige Pathologie auf, sei aber spontan überfordert.
Grundsätzlich sei die Erkrankung nicht gefährlich und die Betroffenen würden in der Regel nach wenigen Tagen vollständig genesen. Die große Mehrzahl der erkrankten Personen zeige bereits vor dem Jerusalem-Syndrom psychische Auffälligkeiten.
Der Brandanschlag auf die Al-Aqsa-Moschee durch den australischen Touristen Denis Michael Rohan im Jahre 1969 wurde wegen seiner religiösen Motivation dem Jerusalem-Syndrom zugeordnet.

## Rezeption
Der israelische Autor Jehoschua Sobol schrieb 1988 ein Theaterstück gleichen Namens.
In der Simpsons-Episode Simpson und Gomorrha (Staffel 21; OT: The Greatest Story Ever D’ohed) sind Homer Simpson und weitere Personen von dem Syndrom betroffen.
In dem ARD-Film Das Jerusalem-Syndrom (Erstausstrahlung 11. Dezember 2013) ist die Schwester der Hauptfigur betroffen.
In der Black-Box-Episode Jerusalem (Staffel 1, Episode 5; OT: Jerusalem) wird das Syndrom anfänglich bei Michael Kostroff vermutet.